# Egreš
Egreš (in ungherese Szécsegres) è un comune della Slovacchia facente parte del distretto di Trebišov, nella regione di Košice.